# Forbidden Trails (film 1920)
Forbidden Trails è un film muto del 1920 diretto da Scott R. Dunlap. La sceneggiatura si basa su Forbidden Trails, racconto di Charles Alden Seltzer pubblicato il 18 gennaio 1919 sull'Argosy Magazine.

## Produzione
Il film fu prodotto dalla Fox Film Corporation. Durante le riprese, mentre tentava un'acrobazia, Buck Jones si ferì gravemente a un piede.

## Distribuzione
Il copyright del film, richiesto da William Fox, fu registrato il 16 maggio 1920 con il numero LP15135. 
Distribuito dalla Fox Film Corporation, il film uscì nelle sale cinematografiche USA il 16 maggio 1920.